# 피아노 소나타 4번 (베토벤)
《피아노 소나타 4번 내림마장조. 작품 번호 7》은 루트비히판 베토벤에 의해 쓰인 피아노 소나타이다. 1796년에 브라티슬라바에서 쓰여졌으며,  "그랜드 소나타"("Grand Sonata")라는 별칭으로도 불린다. 헌정은 그의 제자 안나 루이제 바르바라 폰 케글레치비슈 여백작에게 이루어지고 있다. 이 작품은 베토벤의 소나타 중에서 《하머클라비어 소나타》 다음으로 연주 시간이 길다.

## 개요
작곡 연도는 각종 문헌 정보를 통해 1796년에서 1797년으로 추정된다. 작품 번호 2의 소나타들(《1번》, 《2번》, 《3번》)과 비교, 규모와 내용 양면에서 현격한 진보를 보이고 있으며, 길이 면에서는 베토벤의 전 서른 두 개의 피아노 소나타 중에서도 《29번 "하머클라비아"》에 이어 대작이라고 할 수 있다. 카를 체르니는 “"열정"이라는 부제가 붙여져야 할 것은, 《23번》 소나타가 아니라 바로 이 소나타가 아닐까?” 하는 생각을 갖고 있었다.
악보의 초판은 1797년 10월에 빈의 아르타리아를 통해 간행되었고, 헌정은 헝가리 출신 케글레비치슈 백작의 딸인 안나 루이제 바르바라 폰 케글레치비슈 (1780-1813)에게 이루어지고 있다. 베토벤은 당시 케글레치비슈에게 피아노를 지도했으며, 근처에 거주하던 그녀에게의 레슨을 위해 자다 일어난 모습 그대로 케그레비치의 저택을 방문하기도 했다고 한다. 피아노의 탁월한 솜씨를 바탕으로 작곡자와 연애 관계를 맺기도 했던 그녀는 이 작품 외에도 《피아노 협주곡 1번》 등 여러 작품을 헌정받았다. 작품은 출간시에 홀딱 반한 여성을 뜻하는 "사랑하는 연인"("Die Verliebte")이라는 별칭으로 불리기도 했지만, 현실의 인간 관계가 이 호칭의 배경에 있는 것은 아니라고 여겨진다.

## 악장 구성
작품은 전4악장으로 이루어져 있으며, 전 연주 소요 시간은 약 28분 정도이다.
- 제1악장 알레그로 몰토 에 콘 브리오
- 제2악장 라르고 콘 그란 에스프레시오네
- 제3악장 알레그로
- 제4악장 론도: 포코 알레그레토 에 그라치오소

### 내용주
1. ↑  이름은 바바라(Barbara) 외에 바베테(Babete)로 불리는경우도 있다[1][5]。